# Walter Klepetko
Walter Klepetko (* 26. Februar 1955 in Wien) ist ein österreichischer Thoraxchirurg. Von 1989 bis Anfang 2018 war er Leiter des Lungentransplantationsprogramms an der Universitätsklinik Wien, ab 2010 war er Leiter der Klinischen Abteilung für Thoraxchirurgie der Universitätsklinik für Chirurgie der Medizinischen Universität Wien am AKH Wien und ab Juli 2019 zusätzlich Leiter der übergeordneten Universitätsklinik für Chirurgie.

## Leben
Walter Klepetko besuchte das Realgymnasium Gottschalkgasse im 11. Wiener Gemeindebezirk Simmering, wo er 1973 maturierte. Anschließend studierte er Medizin an der Universität Wien, 1978 promovierte er dort zum Doktor der Medizin. Ab 1979 war er als Turnusarzt am Krankenhaus Wiener Neustadt und 1981/82 am Krankenhaus Lainz.
Ab 1983 folgte eine Ausbildung zum Facharzt und eine Tätigkeit an der II. Chirurgischen Abteilung der Universitätsklinik Wien, wo er 1989 Oberarzt wurde. 1986 kam er über seinen damaligen Chef Ernst Wolner zur Thoraxchirurgie. Wolner hatte zuvor 1984 mit seinem Team die erste Herztransplantation in Wien durchgeführt. 1989 übernahm Klepetko die Leitung des Lungentransplantationsprogramms an der Universitätsklinik Wien. In der Nacht von 8. auf den 9. November 1989 führte Klepetko die erste Lungentransplantation in Wien durch. Diese verlief erfolgreich. Seit damals wurde der Eingriff bis 2018 in Wien rund 2000 Mal durchgeführt. 1990 verpflanzte er erstmals beidseitig und 1995 Lungenteile (Lappen). 1993 wurde Klepetko Oberarzt an der Klinischen Abteilung für Herz-Thoraxchirurgie der Universitätsklinik für Chirurgie und dort zum außerordentlichen Professor für Chirurgie berufen, seit 2003 ist er ordentlicher Professor.
Nach dem Fall des Eisernen Vorhangs baute Klepetko ein Netzwerk mit den Nachbarländern auf, um die Verfügbarkeit von Spenderorganen zu erhöhen. Außerdem war er Mitentwickler der Operationstechnik mit der künstlichen Herz-Lungen-Maschine ECMO. 2017 war Klepetko mit zehn früheren Transplantationspatienten auf dem Kilimandscharo, um zu zeigen, welche Leistungsfähigkeit und Lebensqualität sie durch die Transplantation wieder erlangt hatten. Anfang 2018 übergab Klepetko die Leitung des Lungentransplantationsprogramms an Konrad Hötzenecker. Mit 1. Juli 2019 übernahm er zusätzlich zur Klinischen Abteilung für Thoraxchirurgie als Nachfolger von Michael Gnant die Leitung der übergeordneten Universitätsklinik für Chirurgie an der Medizinischen Universität Wien bzw. im AKH Wien. 2019 gab es Kontroversen um Klepetko im Zusammenhang mit der Vergabe von Spenderorganen. Die Vorwürfe wurden nach Ermittlungen widerlegt.
Zu seinen Spezialgebieten zählen die Chirurgie des Bronchuskarzinoms, die Chirurgie funktioneller Lungenkrankheiten, die Chirurgie des Lungenhochdrucks sowie Lungentransplantation und Trachealchirurgie. Er ist ein Pastpresident der Europäischen Gesellschaft für Herz und Thoraxchirurgie (EACTS) und war Europarepräsentant im Board der American Association for Thoracic Surgery (AATS).
2022 ging er am Wiener AKH in Pension, an der Wiener Privatklinik (WPK) blieb er weiterhin tätig.
Walter Klepetko ist verheiratet und Vater zweier Kinder. Zu seinen Patienten zählte unter anderem Niki Lauda.

## Auszeichnungen (Auswahl)
- 2014: Großes Ehrenzeichen für Verdienste um die Republik Österreich[3]
- 2015: Preis der Stadt Wien für Medizinische Wissenschaften[3][18]
- 2024: ELF Award der European Lung Foundation (ELF)[19][20]